# Bertrand Méheust
Bertrand Méheust (sinh ngày 12 tháng 7 năm 1947) là nhà văn người Pháp, chuyên về cận tâm lý học. Ông từng là giáo sư triết học đã về hưu và có bằng tiến sĩ xã hội học. Ngoài ra, ông còn là thành viên của ban chỉ đạo thuộc tổ chức Institut Métapsychique International.

## Đời tư
Bertran Méheust sinh năm 1947. Quê quán gần Diges, Yonne miền trung bắc nước Pháp. Lúc nhỏ, ông chịu ảnh hưởng từ tiểu thuyết của nhà văn Jules Verne và những vụ nhìn thấy UFO ở Pháp vào thập niên 1950. Méheust ghi nhận cuộc gặp gỡ năm 1971 với nhà văn người Pháp Aimé Michel đã khuyến khích ông theo đuổi chuyên ngành triết học. Về sau ông thi đậu lấy bằng tiến sĩ xã hội học tại Đại học Paris 1 Panthéon-Sorbonne năm 1997.

## Tác phẩm
Năm 1978, Bertrand Méheust đã cho phát hành cuốn sách mang tên Science Fiction et Soucoupes Volantes (Khoa học viễn tưởng và Đĩa bay). Cuốn sách đặt ra câu hỏi liệu khoa học viễn tưởng có dự đoán được hiện tượng UFO hay không. Méheust nhận thấy rằng các loại tạp chí giật gân đã viết và minh họa về đĩa bay hư cấu nhiều thập kỷ trước làn sóng báo cáo đầu tiên vào năm 1947. Những người hoài nghi thường xuyên trích dẫn cuốn sách này vì họ coi đó là bằng chứng cho giả thuyết UFO tâm lý xã hội. Méhuest chịu ảnh hưởng của nhà phân tâm học Carl Jung, tác giả cuốn Flying Saucers: A Modern Myth of Things Seen in the Skies (1959).
Năm 1999, luận văn học thuật gồm hai tập của ông nhan đề Somnambulisme et médiumnité (Mộng du và thông linh) đã được xuất bản. Cuốn sách này tổng hợp những tranh cãi do ngành tâm lý học và cận tâm lý gây ra. Nội dung trong sách đề cập đến lịch sử nghiên cứu, lý thuyết và khái niệm xoay quanh tiềm năng ẩn giấu của con người từ những năm 1700. Méheust vốn là một chuyên gia hàng đầu người Pháp về siêu hình học. Theo quan điểm siêu hình học này, ông đã viết quyển Devenez savants: découvrez les sorciers nói về nghiên cứu hiện tượng tâm lý và siêu linh. Tác phẩm này là sự phản hồi dành cho cuốn Debunked!—Devenez sorciers, devenez savants trong bản gốc tiếng Pháp—một lời chỉ trích hoài nghi về giả khoa học của nhà vật lý Georges Charpak.
Méheust lập luận rằng sự phủ nhận quy mô của phương Tây hiện đại đối với nhiều loại hiện tượng huyền bí được ghi lại trong những thế kỷ trước và các khu vực khác trên thế giới đã khiến những hiện tượng này trở nên bất khả thi. Theo Méheust, một nền văn hóa sẽ tạo ra các tập quán xã hội quyết định điều gì là có thể hoặc không thể trong nền văn hóa đó. Sự đồng thuận về mặt khoa học là không có đủ bằng chứng nhằm chứng minh sự tồn tại của hiện tượng psi.

## Ấn phẩm
- Méheust, Bertrand (1978), Science-fiction et soucoupes volantes - Une réalité mythico-physique, Mercure de France, ISBN 978-2715211308
- Méheust, Bertrand (1992), Soucoupes Volantes et Folklore, Ed. Imago, ISBN 2-902702-71-X
- Méheust, Bertrand (1999), Somnambulisme et médiumnité, quyển 1, Institut Synthélabo pour le progrès de la connaissance, ISBN 2843240662 Méheust, Bertrand (1999), Somnambulisme et médiumnité, quyển 1, Institut Synthélabo pour le progrès de la connaissance, ISBN 2843240689
- Méheust, Bertrand (2000), Retour sur l' "Anomalie belge, le Livre bleu éd, ISBN 2-912607-01-9
- Duits, Emmanuel-Juste; Raulet, Eric (tháng 5 năm 2002), "Le phénomène Ovni - Métamorphose d'une mythe et émergence d'une réalité (debate with Jacques Vallée)", Paranormal entre mythes et réalités, ISBN 978-2844541451
- Méheust, Bertrand (2003), Un voyant prodigieux – Alexis Didier, 1826-1886, Les Empêcheurs de penser en rond, ISBN 978-2846710503
- Méheust, Bertrand (2004), Devenez savants : découvrez les sorciers - lettre à George Charpak, Les Empêcheurs de penser en rond, ISBN 978-2846710503
- Méheust, Bertrand; Zafiropoulos, Markos; Rabeyron, Paul-Louis (2004), "Voyance et Divination, approches plurielles", Le Mythe : Pratiques, récits, théories, quyển 3, ISBN 978-2717848984
- Méheust, Bertrand (2005), 100 Mots pour comprendre la voyance, les Empêcheurs de penser en rond, ISBN 978-2846710909
- Nathan, Tobie (2006), "Le dégout et l'effroi, La nécessité d'un changement d'alliance", La guerre des psys, Manifeste pour une Psychothérapie Démocratique, ISBN 978-2846711494
- Méheust, Bertrand (2006), Histoires paranormales du Titanic, J'ai lu, ISBN 978-2290347089
- Meheust, Bertrand (2009), La Politique de l'oxymore, La Découverte, ISBN 9782707185297
- Méheust, Bertrand (2011), Les miracles de l'esprit : Qu'est ce que les voyants peuvent nous apprendre ?, La Découverte, ISBN 978-2359250428
- Méheust, Bertrand (2012), La nostalgie de l'Occupation : Peut-on encore se rebeller contre les nouvelles formes d'asservissement ?, La Découverte, ISBN 978-2359250534
- Méheust, Bertrand (2015), Jésus thaumaturge. Enquête sur l'homme et ses miracles, InterEditions, ISBN 9782729615376